# Place du Général-Leclerc (Le Pré-Saint-Gervais)
Pour les articles homonymes, voir Place du Général-Leclerc.
La place du Général-Leclerc est la place centrale du Pré-Saint-Gervais, dans le département de Seine-Saint-Denis, en France.

## Situation et accès
Cette place donne sur la rue André-Joineau, anciennement Grande-Rue, qui mène vers Paris.

## Origine du nom
. Après-guerre, elle a été renommée en hommage au général français de la Seconde Guerre mondiale, fait maréchal de France Philippe de Hauteclocque, dit Leclerc (1902-1947).

## Historique
Cette place qui était autrefois appelée « place de la Mairie » est avant tout connue pour accueillir un regard sur le réseau des eaux du Pré-Saint-Gervais, construit sur les coteaux du Pré-Saint Gervais, et qui alimentait le prieuré de Saint-Lazare au XIIe siècle.
Il s'y tient par ailleurs des évenements divers: Marché aux fleurs, ateliers d'artistes, marché des saveurs etc.

## Bâtiments remarquables et lieux de mémoire
- Fontaine du Pré-Saint-Gervais, dite Fontaine Louis XII, construite vers 1640[6],[7].
- Hôtel de ville du Pré-Saint-Gervais.